# イランアメリカ大使館人質事件
イランアメリカ大使館人質事件（イランアメリカたいしかんひとじちじけん、英語: Iran hostage crisis）は、1979年11月4日にイランのテヘランで発生した、イスラム革命防衛隊率いる暴徒によるアメリカ大使館に対する占拠及び人質事件である。
事件は444日間続き、1981年1月20日に解決した。

## 事件発生へのいきさつ

### パフラヴィー皇帝と西側諸国

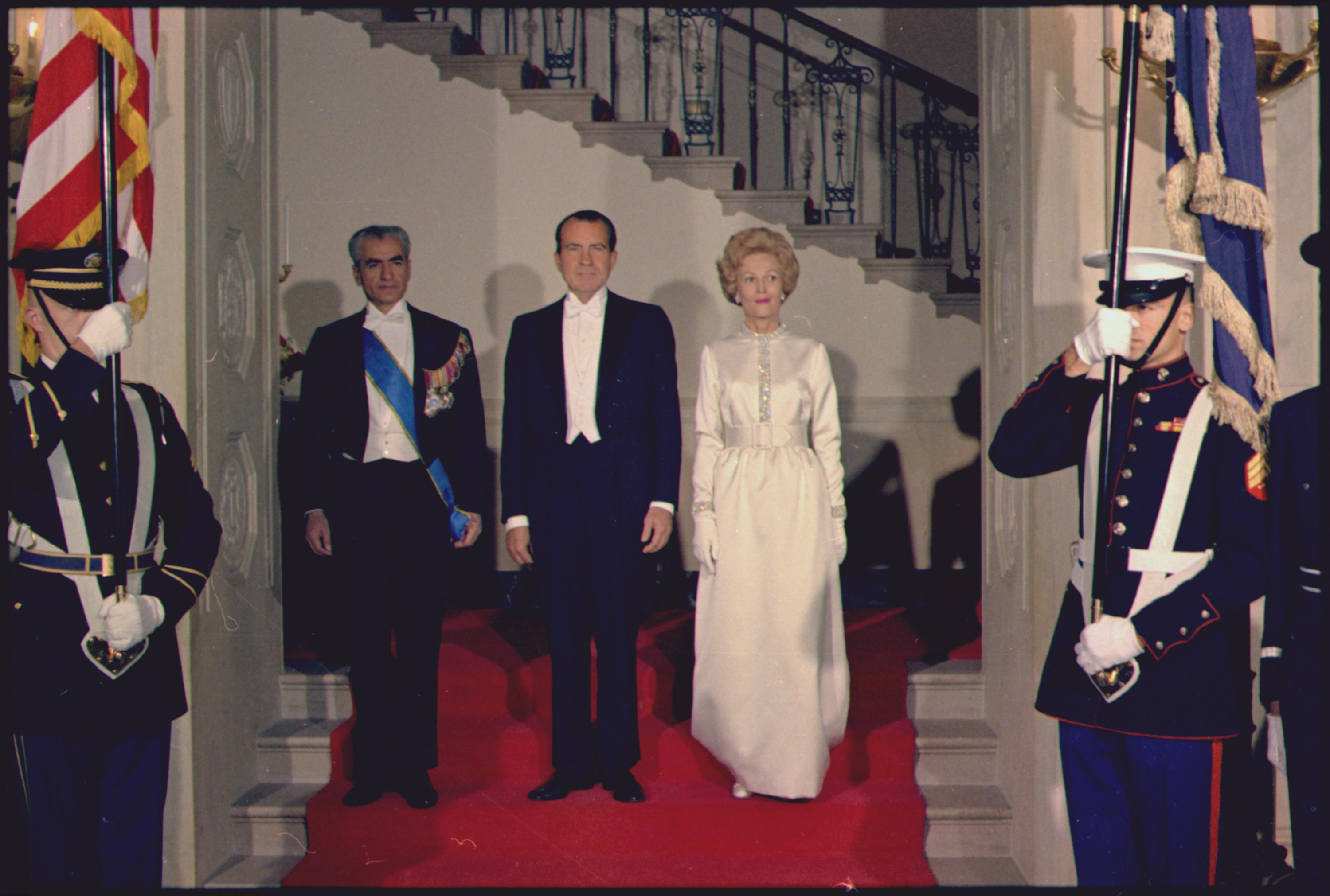
訪米時のパフラヴィー皇帝とリチャード・ニクソン大統領夫妻

第二次世界大戦後のイランは、1941年に即位したパフラヴィー朝の皇帝モハンマド・レザー・パフラヴィーが、アメリカをはじめとする欧米諸国からの支援を元に開発独裁と親米化路線を進め、欧米諸国の外国資本の導入に努めた。
また1960年代には、日本の飛躍的な経済成長に注目して「白色革命」に着手し、土地の改革、国営企業の民営化、労使間の利益分配、教育の振興、農村の開発などの民主的改革を実行したほか、女性解放をかかげてヒジャブの着用を禁止し、婦人参政権を確立するなど政教分離原則化を進めた。
さらにイスラム圏ではトルコに次いでイスラエルと国交を樹立した。この様な近代化および西洋化、そして政教分離政策は欧米諸国から歓迎され、特にアメリカの歴代政権は石油供給の面から、グラマンF-14をはじめとする最新の武器供給や、最新鋭旅客機のボーイング747SPの販売など、様々な支援を惜しまなかった。

### 反体制運動
しかしこれらの政策は、ルーホッラー・ホメイニーらイスラム法学者の反発を招いた。これに対してパフラヴィー皇帝はイスラム原理主義者をはじめとする急進派を中心にした反体制派を弾圧、投獄するに至った。このため、反体制派は1964年に国外追放を受け亡命し、バクダッドやパリに亡命を余儀なくされていた。
しかし、1970年代中盤に起きたオイルショック後の急速な原油価格の安定化などを受けてイラン経済が不調に陥ったことや、国内の貧富の差が広まったことなどを受けて皇帝に対する国民の不満が高まったことなどを追い風に、反体制派は、次第に農民や労働者階級からの支持を受けることとなった。
反体制運動は、ホメイニーをはじめとするイスラム主義者のみならず、モジャーヘディーネ・ハルグやソ連などが支援したイラン共産党（トゥーデ党）などが参加して激化し、デモやストライキが頻発した。

### イラン革命
さらにホメイニーを指導者とするイスラム教十二イマーム派（シーア派）のイスラム法学者が支柱となった反体制勢力が、帝政打倒を目的とした活動を行い、1979年1月にイラン革命が発生した。
その結果、1月16日に「休暇のためにイランを一時的に去る」と称して、パフラヴィー皇帝が政府専用機のボーイング727を自ら操縦し、皇后や側近とともに友好的な関係にあるエジプトに亡命した。
2月1日にはホメイニーとその一派は亡命先のパリからエールフランス航空のボーイング747の特別機でテヘランに戻り、ただちにイスラム革命評議会を組織した。2月11日に評議会は権力を奪取し、革命は成功した。

### 元皇帝のアメリカ入国

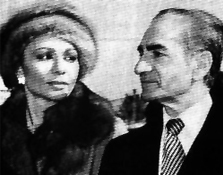
エジプトに到着したパフラヴィー

パフラヴィー元皇帝とその家族、側近らは一旦はアンワル・アッ＝サーダート大統領の承認のもとでカイロに亡命した後、モロッコやバハマ、メキシコを転々とし、メキシコ滞在中、「癌の治療」という名目でアメリカへの入国（事実上の亡命）を求め、アメリカ政府に接触した。
ジミー・カーター大統領は、この要請を受けることでイランの新政権との間で軋轢が起きることを憂慮し、退けようとしたが、パフラヴィー元皇帝の友人だったヘンリー・キッシンジャー元国務長官らの働きかけを受け、最終的に「人道的見地」から入国を認め、元皇帝とその一行は10月22日にニューヨークに到着した。
しかしこれに対しイランの革命政権は激怒し、アメリカ政府に抗議すると同時に、テヘランのアメリカ大使館前では毎日のように反米デモが行われるようになっていた。

## 占拠事件

### 大使館への不法侵入

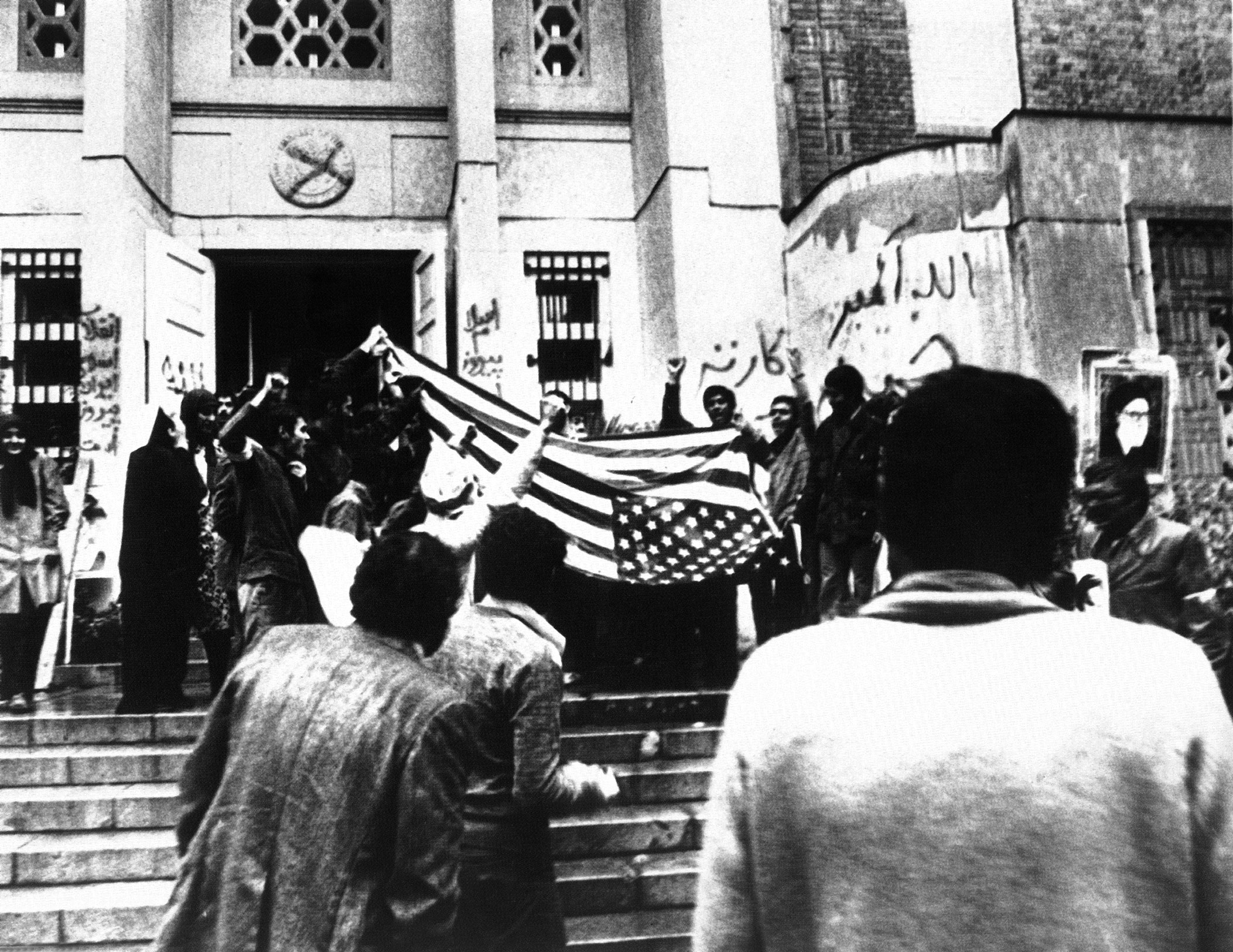
大使館前で星条旗を逆さに広げる学生グループ

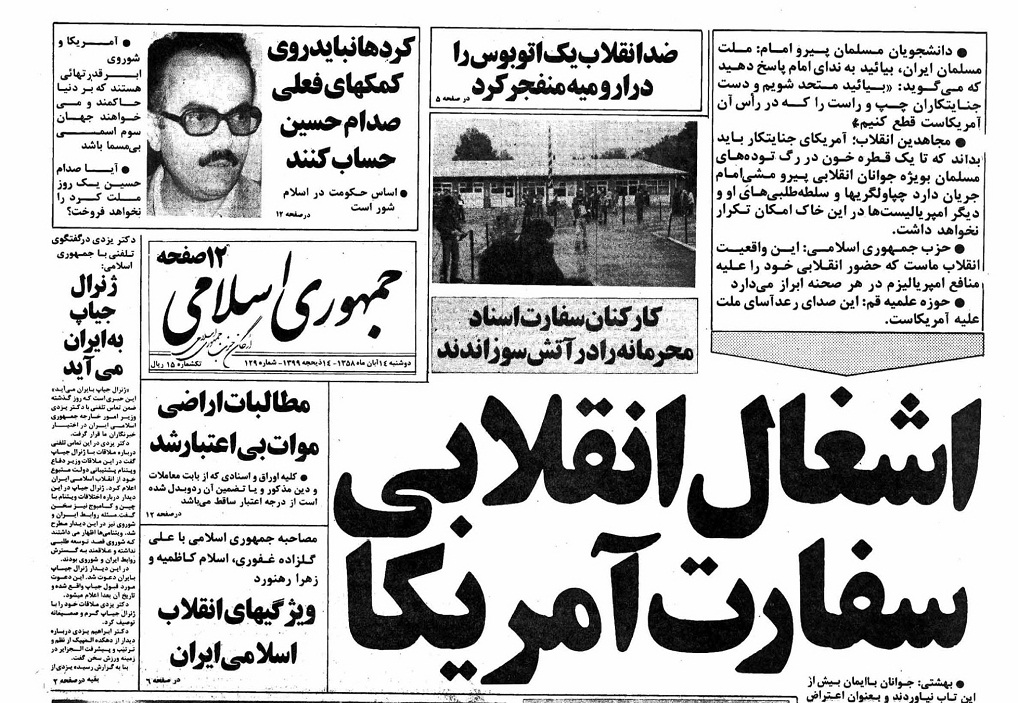
事件を報じる1979年11月5日の日付のイランの新聞

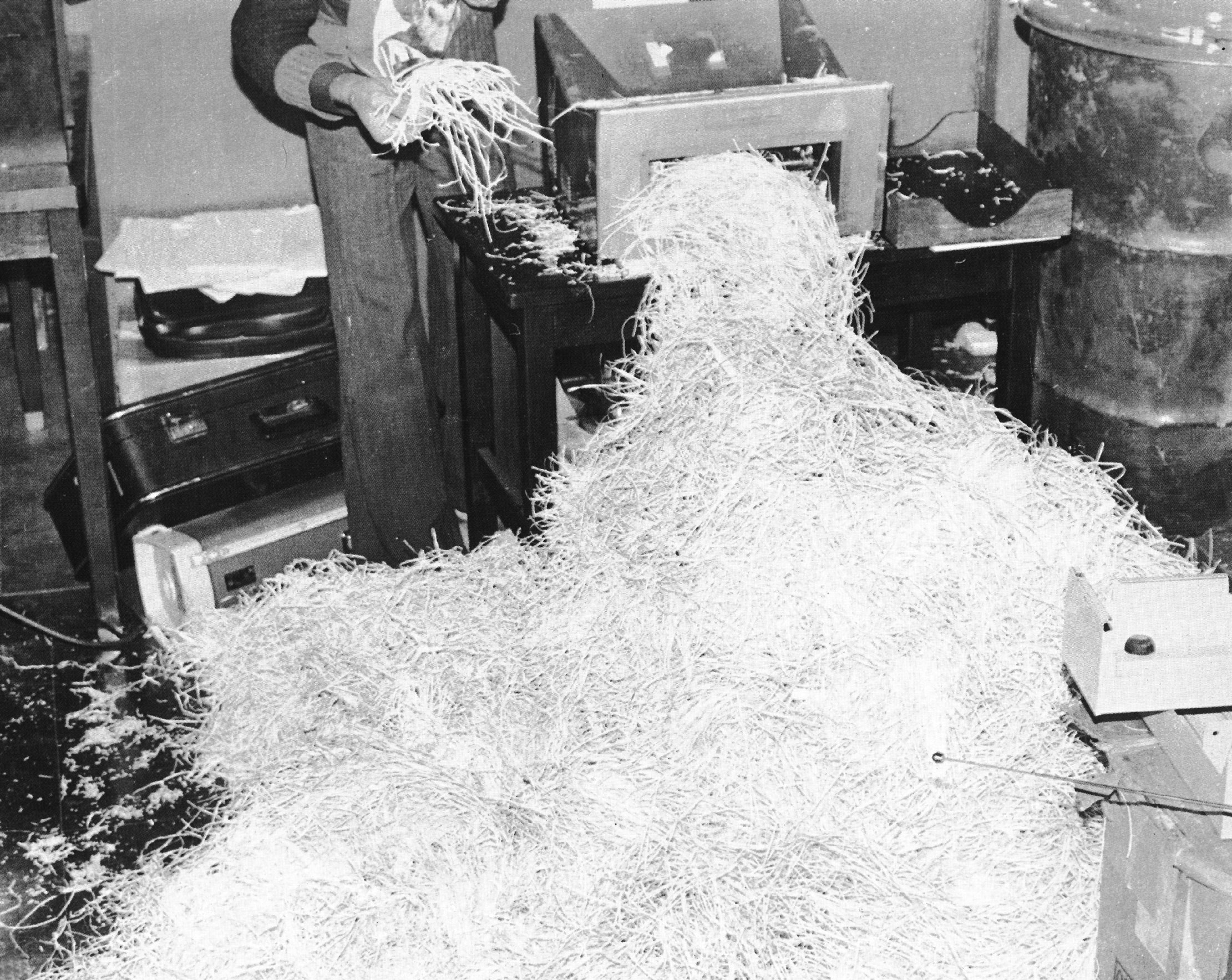
シュレッダーにかけられた大使館の機密書類

10月22日以降、アメリカが元皇帝を受け入れたことにイスラム法学校の学生らが反発し、テヘランにあるアメリカ大使館を囲んだ抗議デモを行った。
これに対し、アメリカ大統領、国務省、CIA、アメリカ大使館いずれも、事が大きくなる可能性を真剣に考慮せず放置していた。この対応については占拠事件発生後、アメリカ国内で大きな批判を浴びた。
なお、この学生と暴徒らによる行動は、革命政府の保守派と革命防衛隊が裏でコントロールしていたため、穏健なメフディー・バーザルガーン首相ら政府閣僚および警察はこれに対する制止は事実上できなかった。その後デモ参加者は増え続け、ついに11月4日午前に学生と暴徒たちの一部が塀を乗り越えて大使館の敷地内に侵入した。

### 大使館占拠
大使館の敷地には次々に学生と暴徒たちが侵入してきたが、警備にあたっていたアメリカ海兵隊員も、事態の悪化を恐れてこれに対して制止、発砲することはできなかったため、学生と暴徒たちは間もなく大使館の建物内に侵入しこれを占拠、アメリカ人外交官や海兵隊員とその家族の計52人を人質に、元皇帝のイラン政府への身柄引き渡しを要求した。
このイラン人らによる行為とイラン当局側の対応は、「外交関係に関するウィーン条約」による、「接受国（大使館所在当該国）は、私人による公館への侵入・破壊及び公館の安寧・威厳の侵害を防止するために、適当なすべての措置をとる特別の義務を負う（同22条2）」という規定に違反していたため、諸外国からの大きな非難を浴びた。だが、学生と暴徒、さらに革命政府とイスラム革命防衛隊は、これらの非難に耳を貸すことはなかった。
なお、大使館員や領事館員、海兵隊員らは、大使館の建物を占拠されるまでのわずかな間に、大量の各種機密書類やアメリカ合衆国ドル紙幣をシュレッダーにかけたり焼却処分にしたほか、通信機器やビザのスタンプなどを破壊することに成功した。しかしシュレッダーにかけられた書類の多くは、イラン当局に動員された主婦や子供たちにより時間をかけて復元され、大使館員や情報部員の情報を含めた機密情報がイラン当局側に渡ることになった。

### 脱出成功
なお、11月4日の占拠事件発生の際、複数の領事部のメンバーが大使館からの脱出に成功している。領事部にいた館員のうちの1人は最終的にイギリス大使館に逃れ、同大使館の現地人職員の手引きで出国ビザを取得し、後に空路で脱出した。また、総領事らのグループも大使館から脱出したが、イギリス大使館に直接向かうルートをとらなかったため、早期にイラン当局に捕えられ大使館に戻された。
別の6名の領事部員達のグループも脱出に成功したがイギリス大使館にたどり着くことができず、電話が通じたタイ人のアメリカ大使館の主任料理人と大使館占拠当時イラン外務省に出向いていた公使の手引きで、テヘラン市内の大使館のセイフ・ハウスに避難し数日間を過ごした。家から家へと移動し、その後イギリスの民間人の住宅やカナダ大使や同国の出入国管理局高官の公邸、スウェーデン大使館やスウェーデン領事のアパートに分散して匿われた後、占拠されていない外交官向け住居が数週間に渡り避難所として使用された。
対欧米融和的なメフディー・バーザルガーン政権が崩壊したため、彼らはこの苦難が早期には終結しない事を悟った。カナダ人外交官のジョン・シェアダウンを経由して、ケン・テイラー大使率いるカナダ大使公邸に集まったが、そこに79日間にわたり隠れざるを得なくなった。

### 「カナダの策謀」

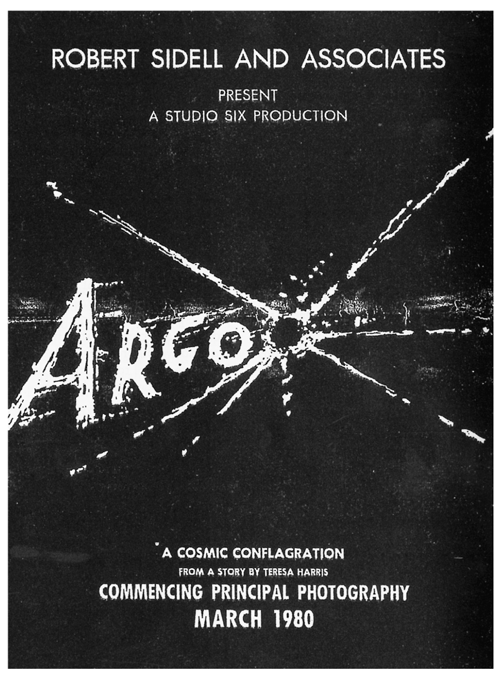
共同作戦のために創作された映画「アルゴ」のポスター

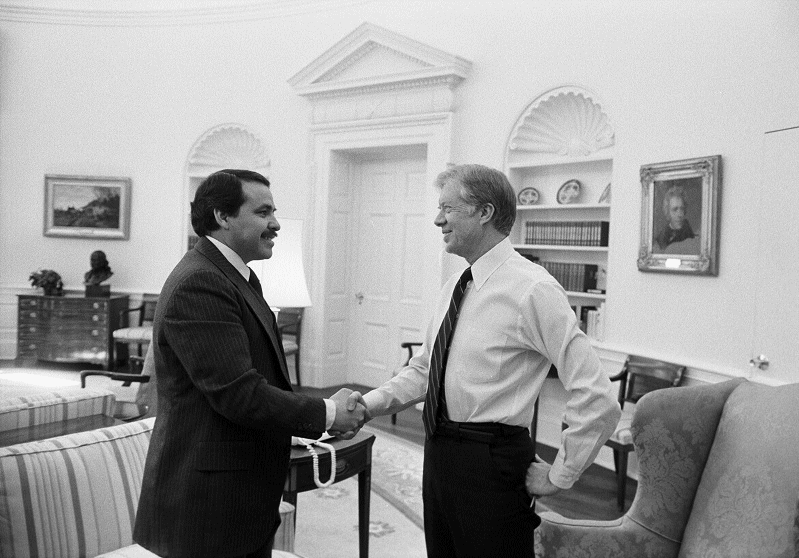
作戦成功後にアントニオ・J・メンデスを祝福するカーター大統領

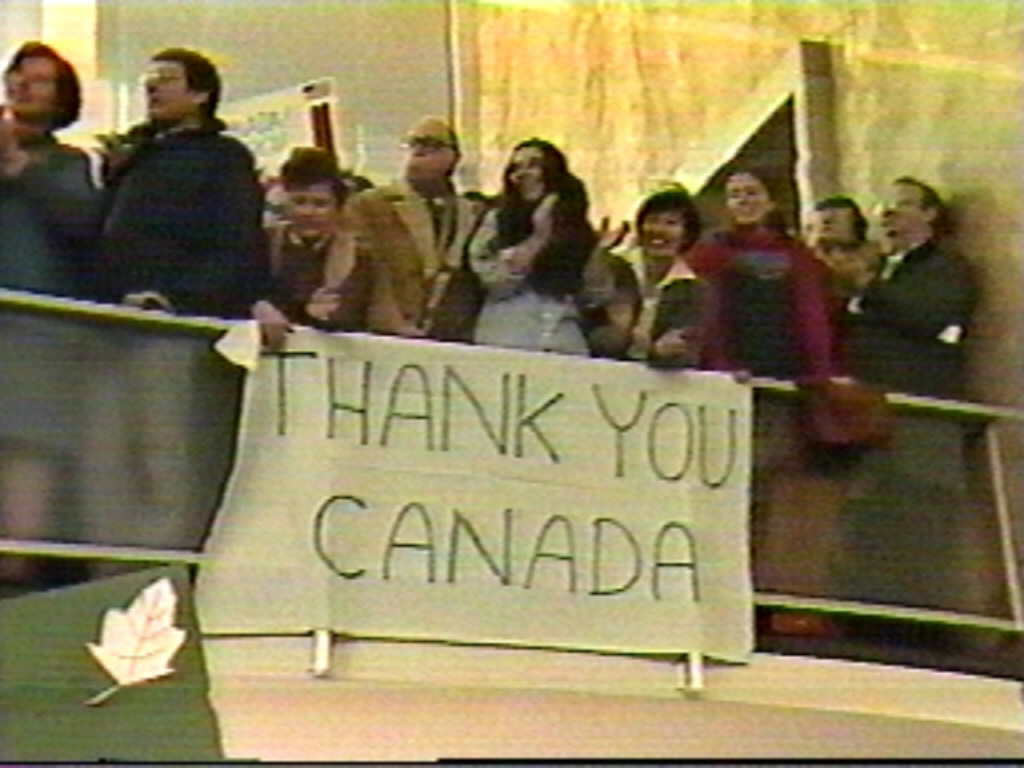
「カナダありがとう」と書かれた幕を掲げるアメリカ人

テイラー大使は、本国の外務省に対してこれらの6人の救出を依頼した。直ちにカナダ政府はアメリカ政府にこの事実を伝え、脱出計画の依頼を受けたアメリカ中央情報局（CIA）のアントニオ・J・メンデスらが、館員らをカナダから派遣された農業調査員や英語教師、映画の撮影スタッフに偽装させて脱出させる計画を立案した。
救出作戦の実行に際してカナダ政府は枢密院令を出し、この6人とメンデスらCIAの作戦グループにカナダのパスポートを発給、更にカナダ政府とアメリカ政府の緊密な協力のもと作戦を進めた。メンデスらはその後テヘランに到着、カナダ大使公邸に入り6人と合流した。その後6人と偽装作戦のシナリオを選び「映画の撮影スタッフに偽装する」物を選択した。
この作戦の中には、本物らしさを得るために設定された『アルゴ』（Argo）という名前のSF映画を作成するのも含まれていた。映画の脚本は『光の王』というSF小説を原作としたものだった。
さらに偽装作戦の一環として、ジョン・チェンバースの支援を得て、ハリウッドにオフィスも設立され、ロサンゼルスにある「Studio Six」に電話をすれば応対されると伝えられていた。さらにハリウッドには「Studio Six（「6人のスタジオ」の意味）」の名で広告が掲示され、偽装文書の一つとして関係する記事が新聞に掲載された。
また、メンデスらは6人に「カナダ人の映画の撮影スタッフ」として出入国管理を欺くための偽装工作を施し、さらにテイラー大使は嘘の用事をでっちあげて彼らが移動する理由を作った。やがて大使公邸に怪しげな電話がかかるようになり、それも含めた徴候から彼らがかくまわれている事はおそらく発覚したのではないかと考えられるようになった。
1980年1月27日に、6名の館員とメンデスら作戦グループは、イラン政府当局関係者の目を掻い潜ってテヘランのメヘラーバード国際空港にてチューリヒ空港行きのスイス航空機に搭乗し脱出に成功した。
この作戦は、計画の時点でカナダの一部のマスコミに漏れたが、6名が無事に脱出するまで記者により伏せられていた。しかし、6人の帰国後明らかにされ、その結果、6人の存在をフロリダ州の政府施設に秘密裏に隠蔽しようと考えていたアメリカ政府の計画が実行不能となった。また、残る人質の安全を考えて米加両国政府は、CIAがこの件において果たした役割を機密にした。CIAの関与は、ビル・クリントン政権下の1997年になるまで明らかにされなかった。
なお、作戦の計画と実行の経緯は、2012年に『アルゴ』という題名でベン・アフレックらにより、実話に基づいた作品として映画化され、第85回アカデミー賞において作品賞など3部門を受賞している。

### 人質の待遇

大使館に向かうバニーサドル暫定外相

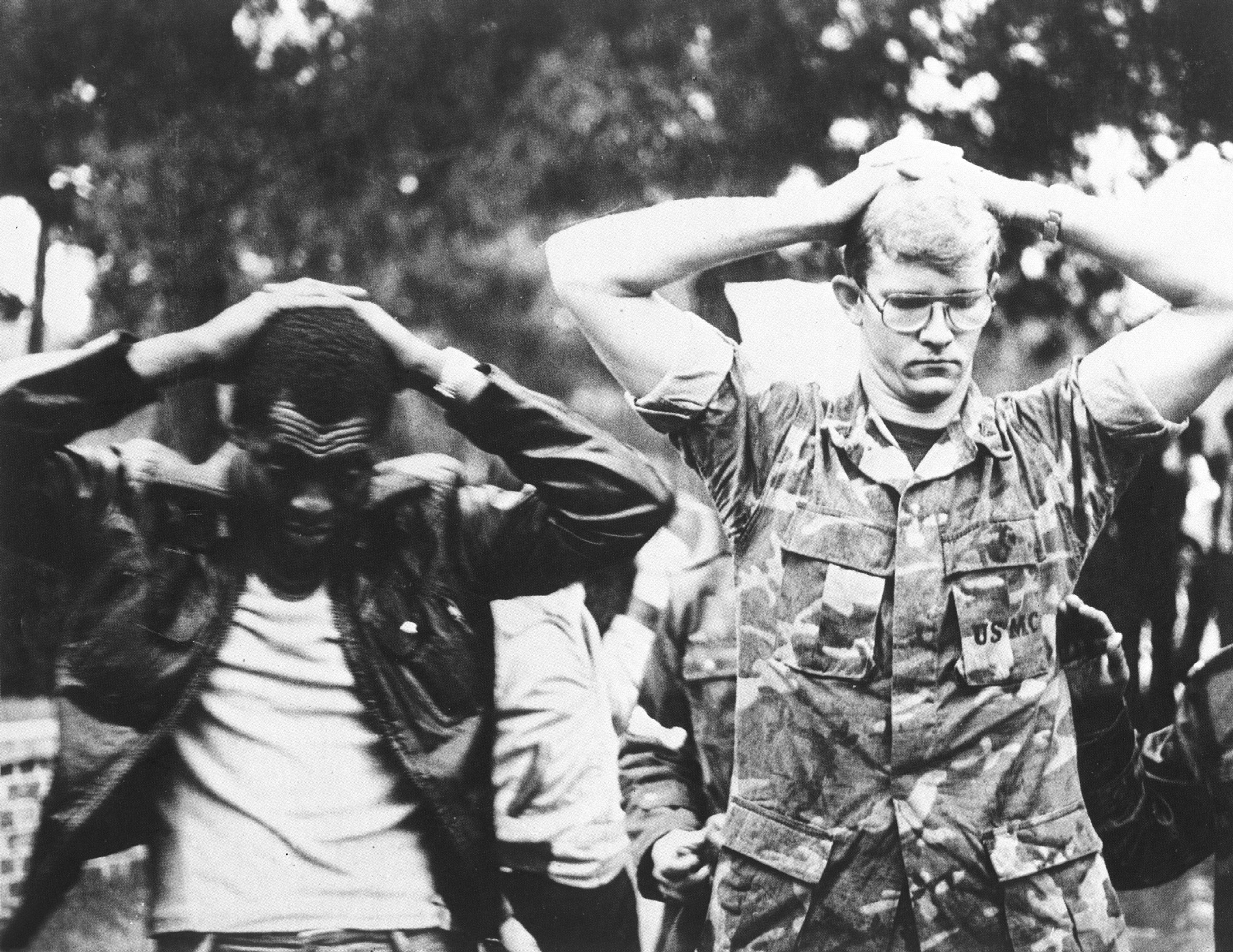
人質となった大使館員ら

イラン政府は、政府及び学生・暴徒たちがこれらの人質を「ゲスト」と称し、穏健派のアボルハサン・バニーサドル暫定外相に視察に行かせたほか、「非常に気をつけてもてなしており感謝されている」と国内外のメディアに対して報じさせた。
実際は人質になった外交官と海兵隊員、その家族らはスパイ容疑をかけられ、大使館の敷地内にある建物の中に軟禁状態に置かれ、通信や行動の自由を奪われただけでなく、占拠当初より興奮した学生と暴徒たちから暴力を受けるなどした。さらに、その後も人質の私物の窃盗や私語の禁止のみならず、殴打や手足の拘束、長期間の独房や冷凍庫内への監禁、さらには2人の海兵隊員に目隠しをしたまま、見せしめのために大使館前のパレードを行うなどの行為を受けていた。
これらの行為を受けて、4人の館員が逃亡を試み、2人の館員が自殺未遂を起こしたほか、1人の館員がハンガーストライキを行った。
また、アメリカ大使館占拠当時イラン外務省に出向いていた3人の大使館員は、大使館占拠後数か月間外務省内に軟禁され、食堂で宿泊し浴室で下着などを洗濯することを余儀なくされた。さらに、11月4日に、この事件の早期解決を望んでおり、政府内保守（革命）派と対立していたとされる暫定政権のバーザルガーン首相が辞任した後は、外務省内に軟禁された大使館員は部屋の外への出歩きが制限されるなど、行動範囲がさらに制限されるようになった。
なおその後、人質に対してカナダや西ドイツなどの中立国かつアメリカの友好国の外交官による接見が認められた。この機会を通じて、人質となった館員とアメリカ国務省の間の秘密連絡が数度に渡り行われた。
また、11月9日には、「抑圧された少数民族と女性への心遣い」と称して、2人のアフリカ系アメリカ人の男性館員と、1人の白人女性館員が釈放されたほか、同月にはもう1人アフリカ系アメリカ人の館員が釈放された。しかし、他のアフリカ系アメリカ人の男性館員と女性館員は、最後まで釈放されないままであった。また、1980年7月には、1人の館員が重度な多発性硬化症と診断されたことで解放された。
1980年の夏以降は、人質に対する食糧配給やその他の管理効率の向上という名目、実際は逃亡やアメリカ軍による救出を困難にするという目的で、人質の一部がテヘラン近郊の刑務所に移された。1980年11月から解放までの期間は、浴槽と温水シャワー、洗濯機などが完備された、元秘密警察の長官で1970年8月に暗殺されたテイームール・バフティヤールの屋敷に集められ軟禁されることになった。

### アメリカ国内の反応

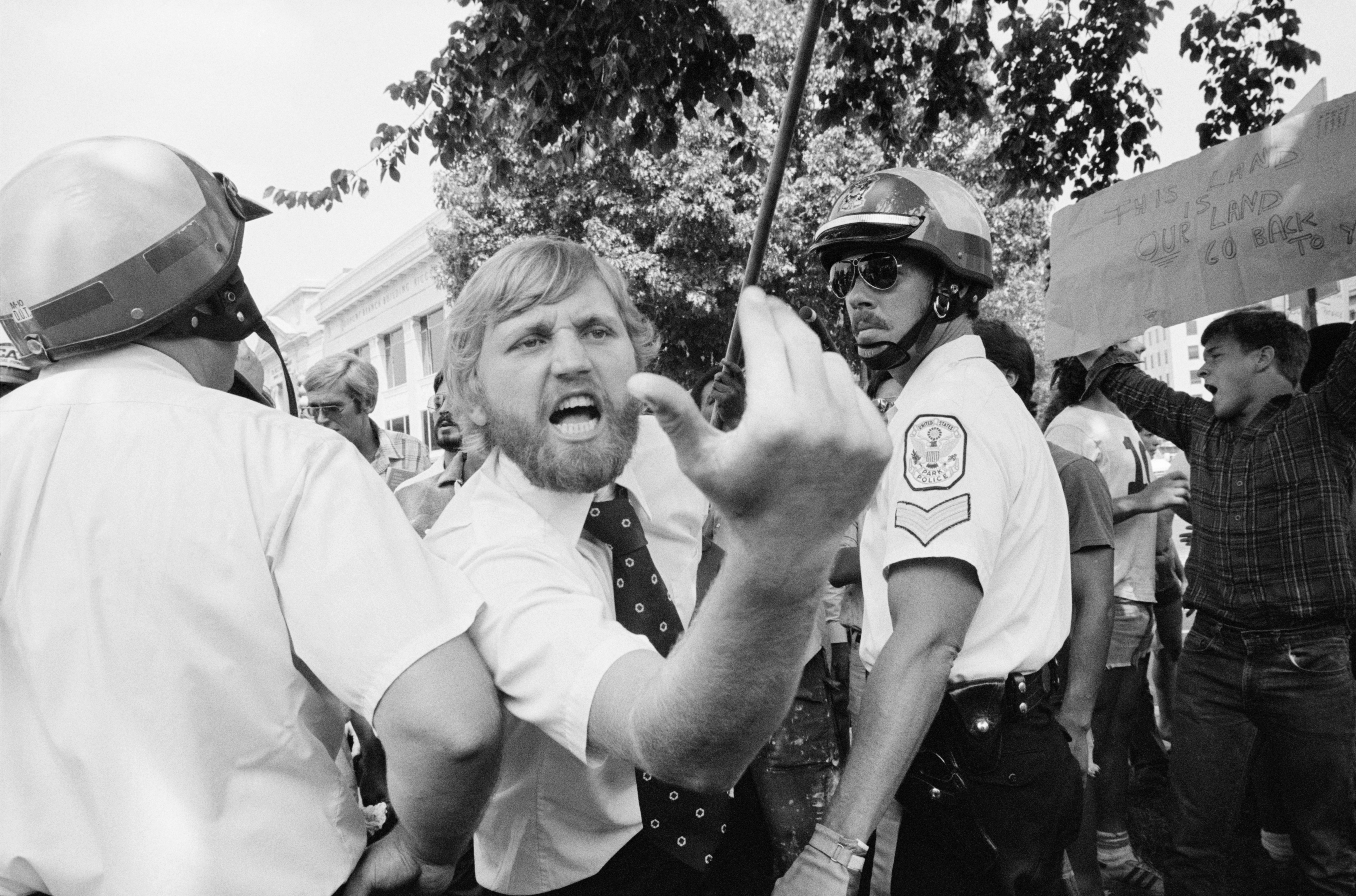
抗議活動を行うアメリカ市民

事件が起こると同時に、アメリカ国内ではイランとその政府に対する大きな非難が沸き起こり、アメリカ国内にあるイラン大使館や領事館前でデモが行われたほか、在米イラン人（多くは旧政権下でアメリカに渡り、その後革命のため帰国できなくなった革命政権に対して批判的な層）に対する暴力事件が起こった。
さらに、「学生グループの乱入に対して武力で反撃せずに大使館を明け渡した」として、大使館員及び海兵隊員に対する批判さえ行われた他、軍事的手段による人質救出作戦を行わないカーター政権に対する批判も巻き起こり、改選に向けて動き出そうとしていたカーター政権の政権運営に影響を与えた。

### 人質救出作戦の失敗

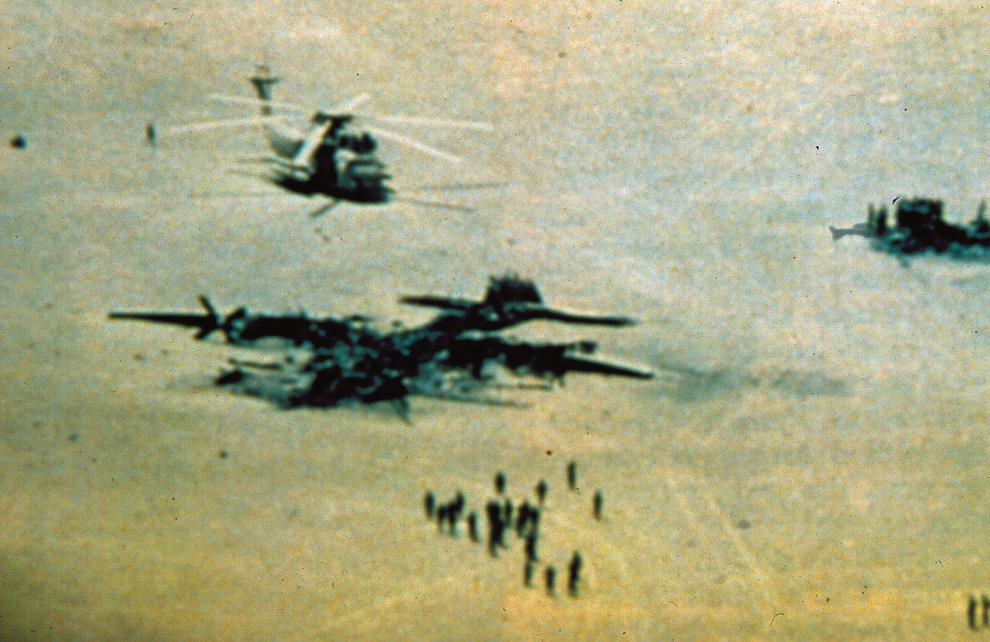
イーグルクロー作戦中に事故を起こした輸送機の残骸

アメリカ政府はイラン政府を懐柔するために、パフラヴィー元皇帝を12月5日にアメリカから出国させてパナマへ送ることで事態の打開を図った。しかし、イラン政府は大使館の占拠を解くどころか、それを支援するなど強硬な態度を取り続けた。
これに対してカーター大統領は、1980年4月24日から4月25日にかけて、ペルシャ湾に展開した空母と艦載機による「イーグルクロー作戦」を発令し、軍事力による人質の奪還を試みた。
しかし、作戦開始後に使用していたRH-53D シースタリオンが故障した上に、ロッキードC-130輸送機とヘリコプターが接触し、炎上するという事故が起き作戦は失敗した。これによってイラン政府はさらに態度を硬化し、事態は長期化する傾向を見せた。またこの後、さらなる救出作戦の実施に備えて、人質はイラン国内に分散して軟禁されることになった。　

### 交渉

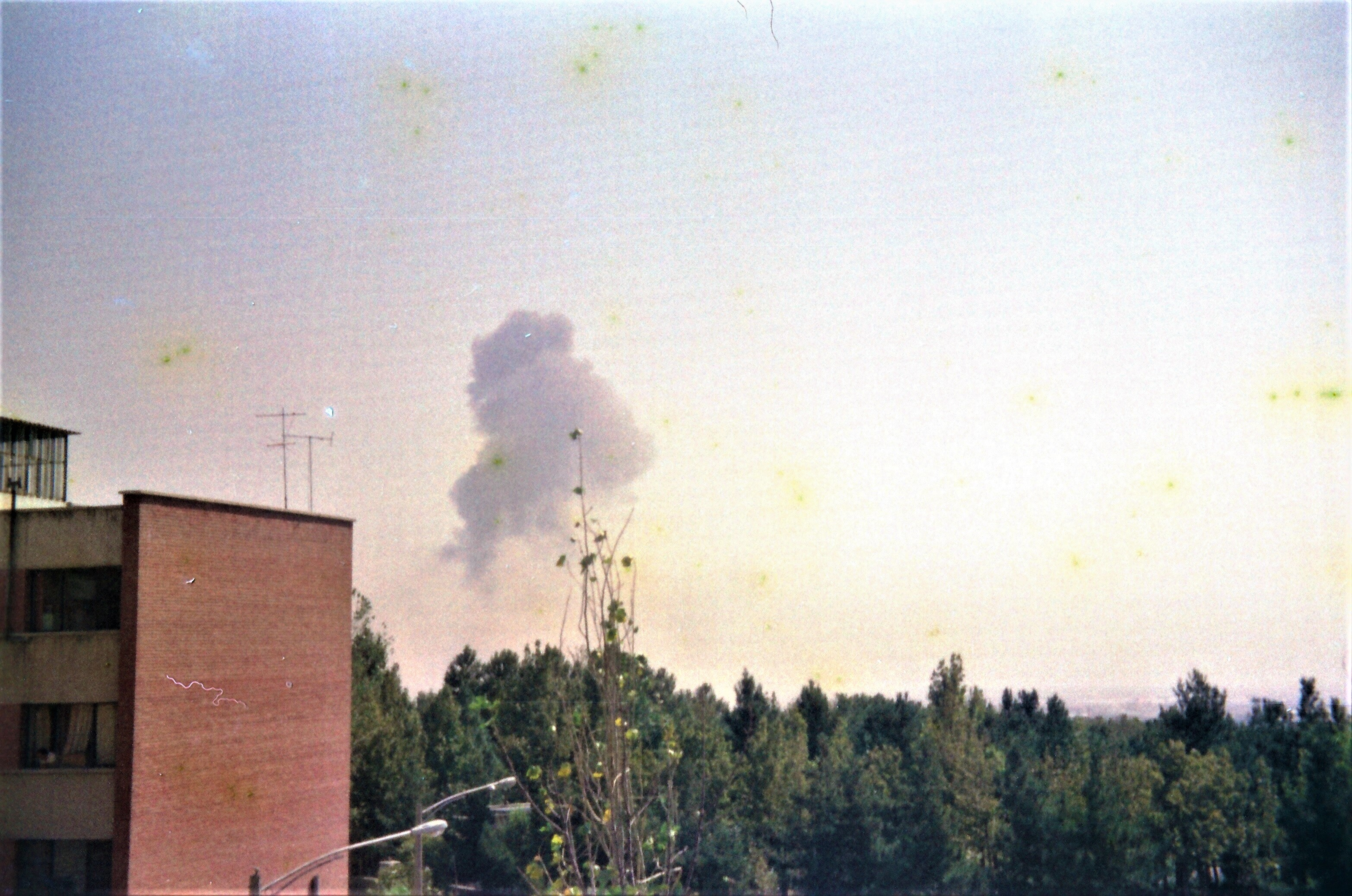
イラン・イラク戦争下のテヘラン

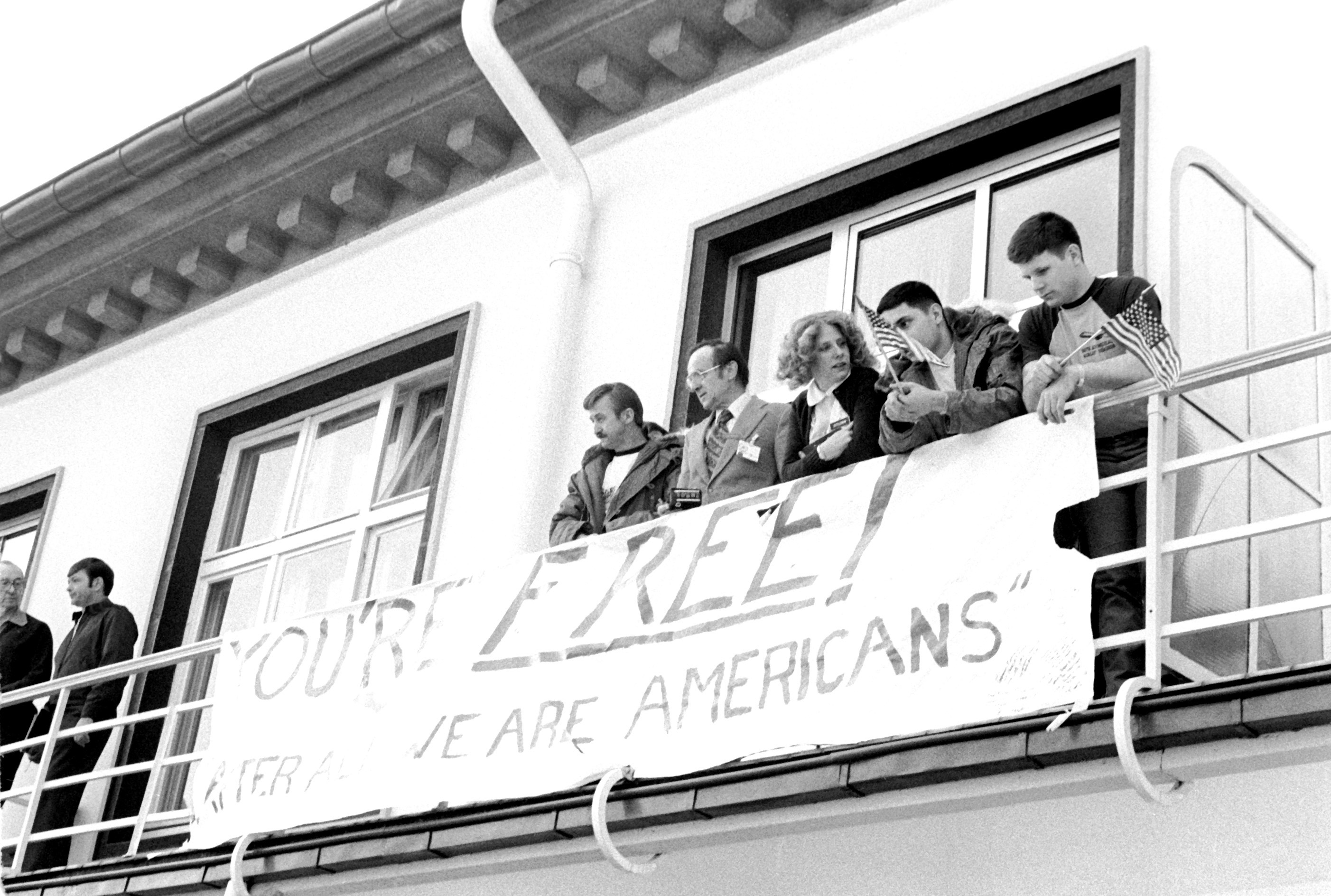
アメリカ空軍基地に着いた人質

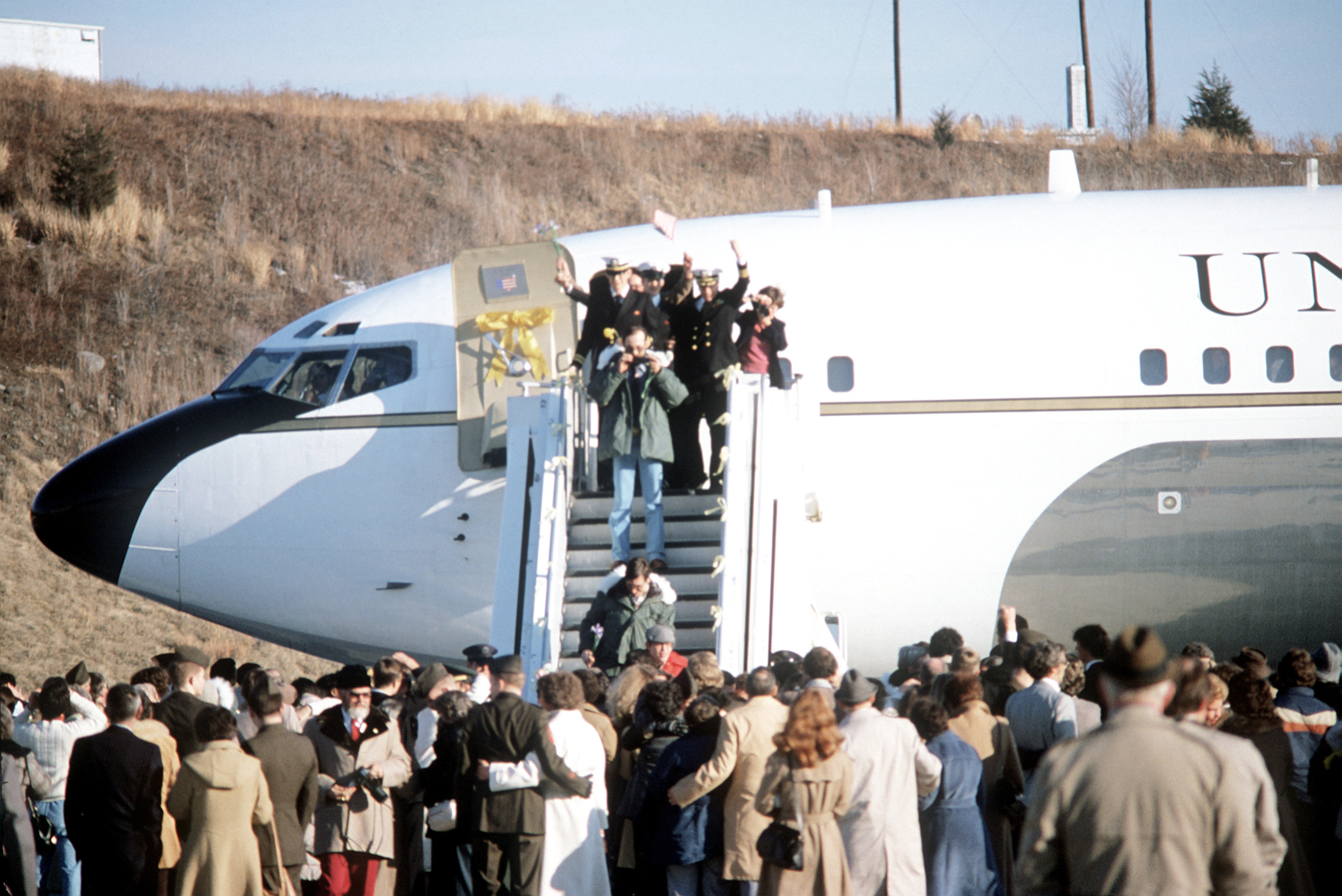
アメリカ軍のボーイングVC-137輸送機で帰国した人質

アメリカ政府は軍事力による人質の解放を一旦は諦め、サウジアラビアやヨルダンなどのアメリカと近いイスラム諸国などによるイラン政府の説得を試みるが、事態は膠着したままであった。
ところが、1980年7月27日にパフラヴィー元皇帝が、最終的な亡命先となったカイロで死去したことで、大使館占拠の根拠が消滅した。これを受けてアメリカ政府とイラン政府は水面下で交渉を続け、妥協点を模索した。
さらに、9月22日にイラン・イラク戦争が勃発。奇襲を受けたイランは各地で敗北を重ねた。また、イランのイスラム革命に介入しようと、アメリカはもちろんヨーロッパ諸国やソ連、中華人民共和国などはイラクを積極支援し、外交的にも完全に孤立したイランはイラクへの降伏を検討しなければならなくなるほど追い詰められた。
これらの事が最終的に膠着状況にあった交渉、特にイラン政府の交渉に対する態度を和らげることに貢献し、人質事件の解決を早める結果となった。

### 解決
11月4日に行われたアメリカの大統領選挙で、カーターが共和党のロナルド・レーガンに敗北した。その後、カーター大統領を敵視していたイランは仲介国と人質の返還でアメリカと合意し、レーガンが大統領に就任した1981年1月20日に、人質が444日ぶりに解放された。
なお、このタイミングでの人質の解放については、後に明らかになる「イラン・コントラ事件」と絡めて、レーガン陣営とイラン政府との間の裏取引の陰謀論を主張する、民主党支持者を中心としたジャーナリストも存在する（オクトーバーサプライズ）。

### 帰国
1981年1月20日にアメリカ政府とイラン政府はメヘラーバード国際空港での人質の引き渡しを行い、人質たちはアメリカ政府が用意した特別機でテヘランを後にし、同日午後に西ドイツのヴィースバーデンにあるアメリカ空軍基地を経由して、アメリカへ帰国の途に就いた。
アメリカに帰国後、人質たちは国を挙げての大歓迎を受けた。帰国後人質たちは直ちにアメリカ政府により病院に検査入院した後、自宅に戻った。